# Tschechische Botschaft in Bern

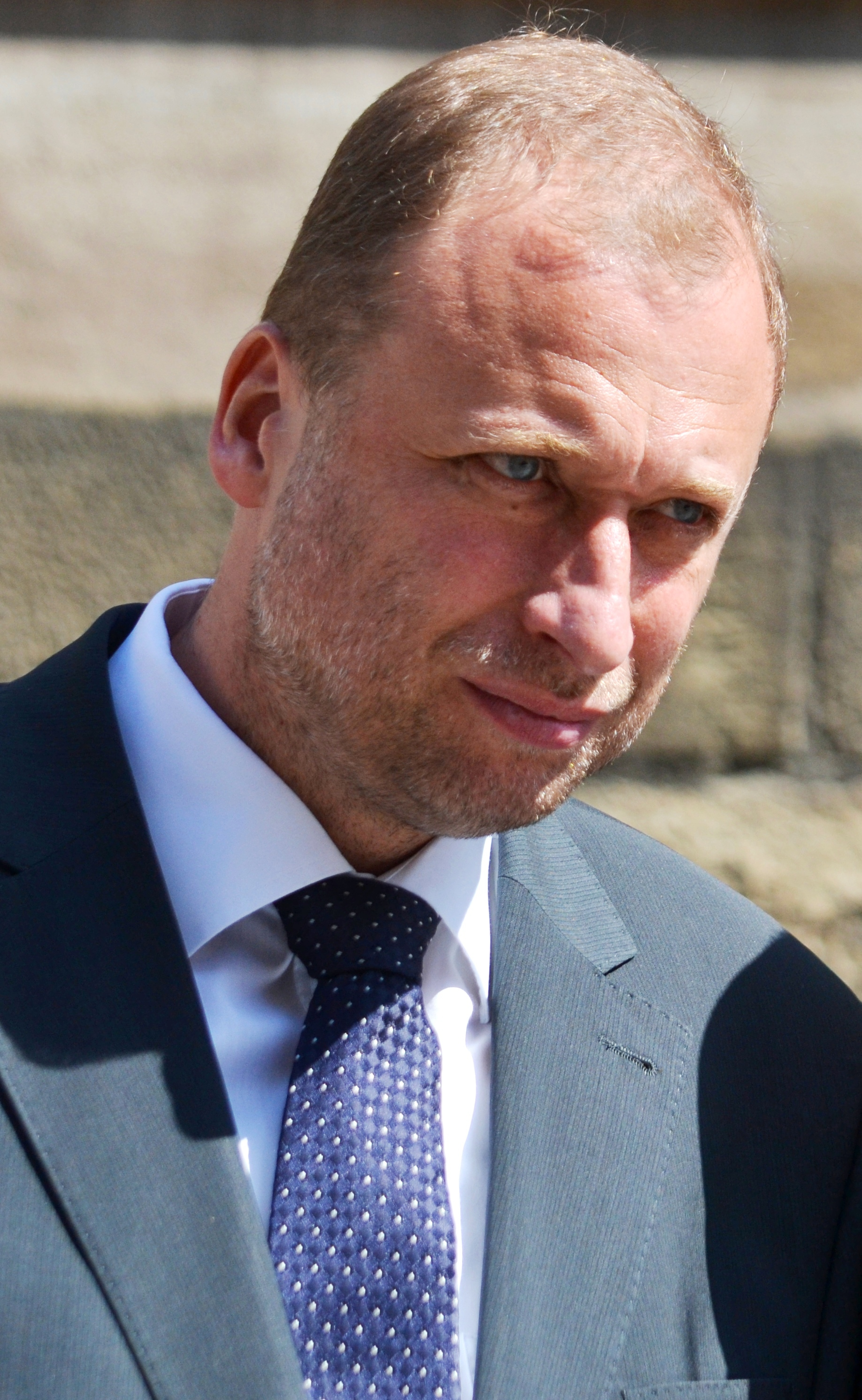
Tomáš Jan Podivínský, Botschafter seit 2024

Die Tschechische Botschaft in Bern ist der Sitz der diplomatischen Vertretung der Tschechische Republik in der Schweiz. Eine diplomatische Vertretung der Tschechoslowakei bestand seit 1919. Botschaftsgebäude ist die denkmalgeschützte «Villa Jenner» in der Stadt Bern. Im ehemaligen Ökonomietrakt der Villa befindet sich die Konsularabteilung der Botschaft.

## Lage
Die Liegenschaft «Muristrasse 53, 53A» (Besuchsadresse: Burgernzielweg 2) liegt südlich des Ostrings im Bezirk Murifeld des Stadtteils Kirchenfeld-Schosshalde. Die umgebende Bebauung stammt aus den 1920er sowie 1930er Jahren und ist durch die Architektur der Moderne geprägt.

## Geschichte

### Schweizerisch-tschechische Beziehungen
Nach der Gründung der Tschechoslowakischen Republik (ČSR) am 28. Oktober 1918, nahm die Schweiz am 30. April 1919 diplomatische Beziehungen zur Tschechoslowakei auf. Neben der Gesandtschaft in Bern unterhielt diese ab 1920 ein Konsulat in Zürich sowie ab 1927 weitere in Basel und Genf. Die Villa Jenner wurde im Rahmen eines Kompensationsgeschäfts – die Tschechoslowakei lieferte Zucker, die Schweiz Maschinen und andere Güter – im Juli 1926 als Botschaftsgebäude erworben. Nach der Zerschlagung der Tschechoslowakei und dem Beginn des Zweiten Weltkriegs scheiterte die Deutsche Botschaft wiederholt, die Botschaft als Eigentum des Deutschen Reichs registrieren zu lassen. Acht Tage nach Kriegsende konnte der Botschafter Jaromír Kopecký das Gebäude wieder übernehmen.
Die Schweiz gewährte von 1939 bis 1945 rund 1'700 Emigranten aus der Tschechoslowakei das Asylrecht. Nach dem gewaltsamen Ende des Prager Frühling nahm die Schweiz bis Ende 1970 11'973 Tschechoslowaken auf.
Drei Jahre nach der Samtenen Revolution entstanden mit Teilung der Tschechischen und Slowakischen Föderativen Republik (ČSFR) zwei Staaten. Die Tschechische Republik übernahm das Botschaftsgebäude und wurde am 1. Januar 1993 von der Schweiz anerkannt. Tschechien wurde während der Übergangsphase in den 1990er Jahren ein Schwerpunktland der schweizerischen Osthilfe. Honorarkonsulate bestehen in Reinach und Zürich.
Mit Sitz in Bern sind die Botschafter ebenfalls im Fürstentum Liechtenstein akkreditiert. Ausserordentlicher und bevollmächtigten Botschafter ist Tomáš Jan Podivínský. Er übergab am 3. September 2024 sein Beglaubigungsschreiben in Bern sowie am 25. Oktober 2024 an Erbprinz Alois von und zu Liechtenstein.
Die Slowakische Republik unterhält eine Botschaft in Muri bei Bern.

### Botschafter und Gesandte

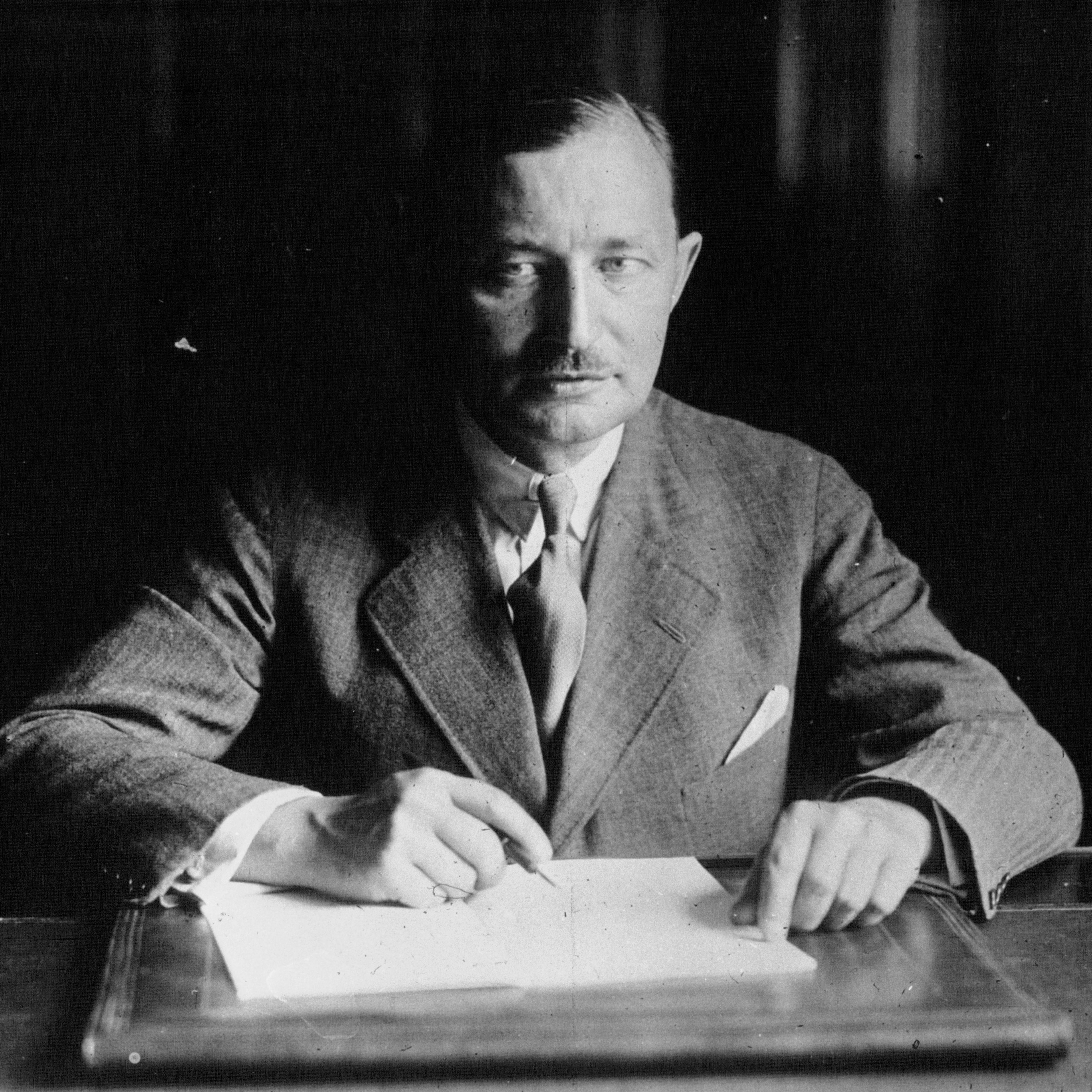
Zdeněk Fierlinger, 1928–1932 Botschafter, 1945–1946 Ministerpräsident

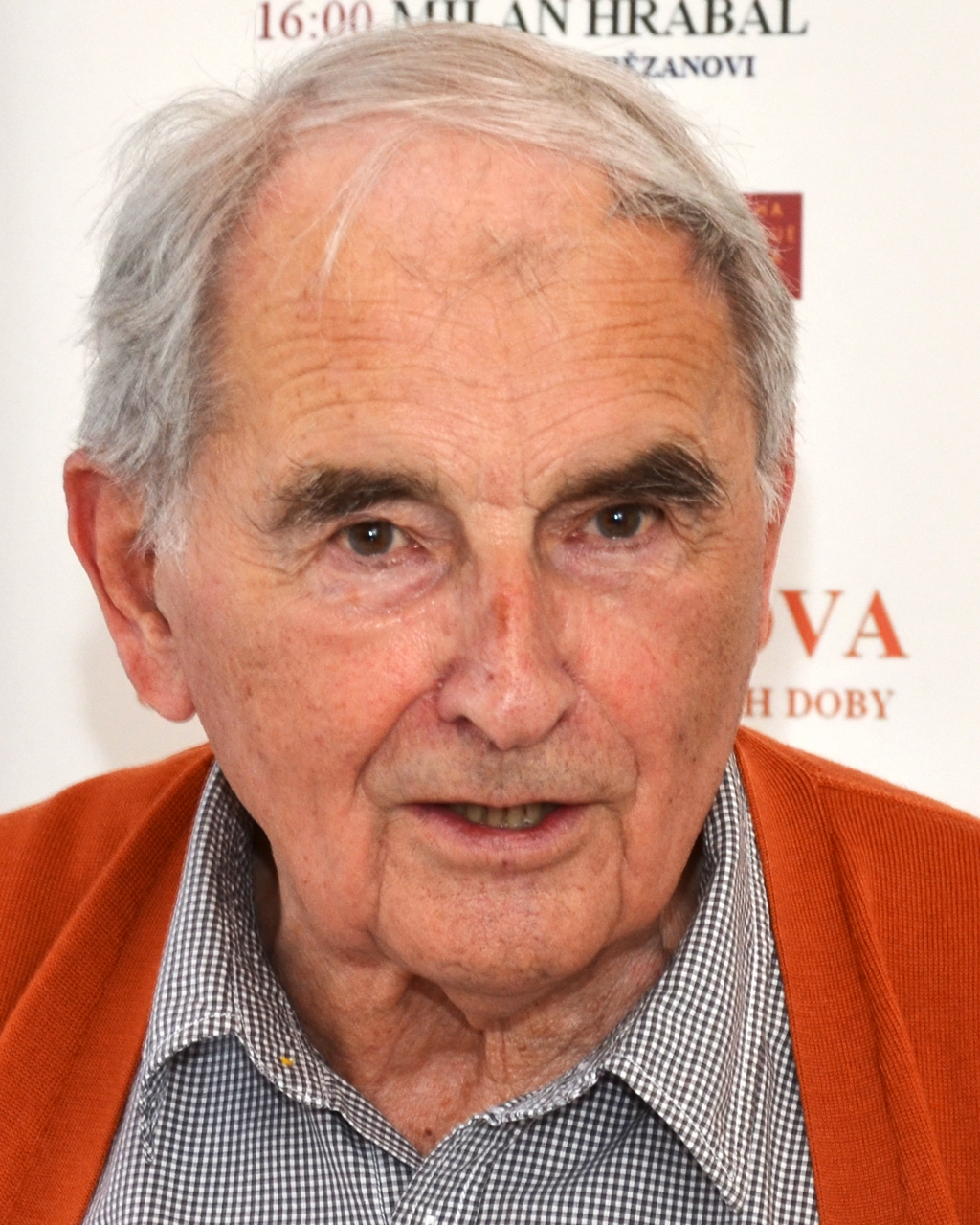
Jaroslav Šedivý, 1997–1998 Außenminister, 1999–2002 Botschafter

Erste, Zweite und Dritte Tschechoslowakische Republik
- Cyril Dušek, 1920–1921
- Robert Flieder, 1921–1924
- Ferdinand Veverka, 1924–1928
- Zdeněk Fierlinger, 1928–1932, Delegierter beim Völkerbund in Genf
- Jaromír Kopecký, 1945–1946, ab 1938 beim Völkerbund in Genf

Tschechoslowakische Republik und Tschechoslowakische Sozialistische Republik – ČSSR (Auswahl)
- Jaromír Lang, 1948–1949
- Ludvík Svoboda, 1953–1957
- Milan Lajčiak, 1969–1975
- Miroslav Moc, 1975–1981

Tschechische Republik
- Richard Mořic Belcredi, 1994–1998
- Jaroslav Šedivý, 1999–2002
- Josef Kreuter, 2002–2008[6]
- Boris Lazar, 2008–2013[7][8]
- Sandra Miholová, 2013–2014 Chargé d’affaires ad interim, Botschaftsrätin und Konsulin
- Karel Borůvka, 2014–2017[9]
- Kateřina Fialková, 2019–2022, verstorben im Amt[10]
- Tomáš Jan Podivínský, seit 2024[11]

## Villa Jenner

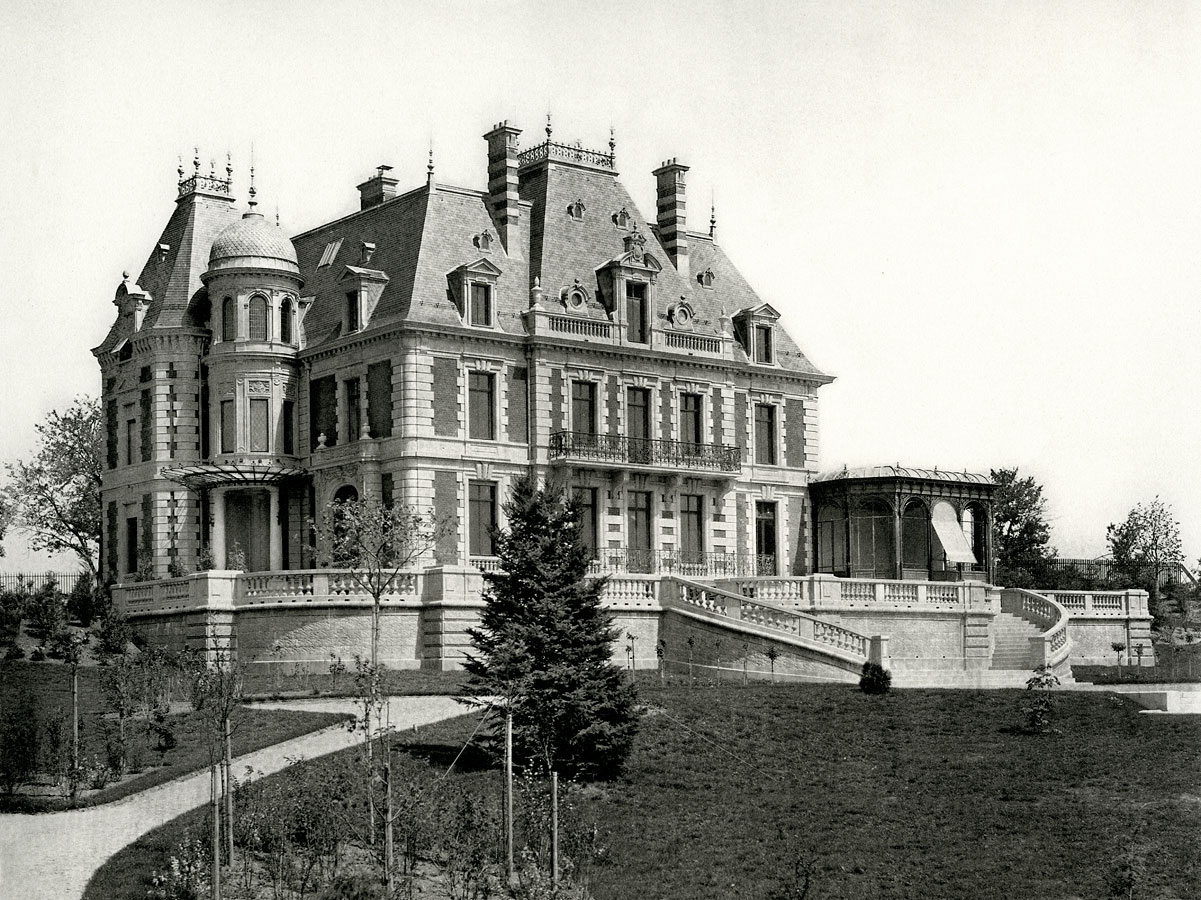
Ansicht von Süden, 1895

Das Bauwerk im Stil der Neorenaissance wurde 1893 von René von Wurstemberger für Max von Jenner geplant. Von 1918 bis 1925 diente die Villa als Gesandtschaft der Vereinigten Staaten und wurde bis zum Erwerb 1926 schon 1925 Residenz des tschechoslowakischen Gesandten Ferdinand Veverka. Das Gebäude gilt als «schlossartig» und gehört «zu den grossartigsten Vertretern des historistischen Villenbaus der Stadt Bern». Ihr Park ist ein «Aussenraum von denkmalpflegerischem Interesse». Das Ensemble ist im Bauinventar der Stadt Bern als «schützenswert» verzeichnet.
Eine umfassende Renovation des Anwesens wurde 1991 begonnen und mit der Denkmalpflege abgestimmt. Sie dauerten 1996 noch an. Der Ökonomietrakt liegt am ansteigenden Burgernzielweg und wurde ebenfalls 1893 errichtet. Er diente als Kutscher- und Pförtnerhaus. Verbesserte Eingangsverhältnisse wurden im Rahmen der Gesamtrenovation, durch einen Anbau mit einer strassenseitigen Glasfront geschaffen. Planer war der Prager Architekt Josef Pleskot.

## Belege
1. 1 2  mzv.gov.cz: The history of the Czech Embassy building in Berne. Abgerufen am 25. Mai 2025.
2. ↑  Helena Kanyar Becker: Tschechoslowakei. In: Historisches Lexikon der Schweiz.  7. Januar 2014.
3. ↑  Helena Kanyar Becker: Tschechische Republik. In: Historisches Lexikon der Schweiz.  4. Dezember 2012.
4. ↑  eda.admin.ch: Vertretungen in der Schweiz. Stand: 24. Februar 2025; abgerufen am 25. Mai 2025.
5. ↑  regierung.li: Botschafterinnen und Botschafter akkreditiert. Medienmitteilung vom 25. Oktober 2025; abgerufen am 25. Mai 2025.
6. ↑  admin.ch: 25. Oktober 2002: Übergabe des Beglaubigungsschreibens. Abgerufen am 25. Mai 2025.
7. ↑  news.admin.ch: Übergabe des Beglaubigungsschreibens. Medienmitteilung vom 11. April 2008; abgerufen am 25. Mai 2025.
8. ↑  mzv.gov.cz: Beendung der Mission des Botschafters Lazar. Abgerufen am 25. Mai 2025.
9. ↑  news.admin.ch: Übergabe des Beglaubigungsschreibens. Medienmitteilung vom 2. September 2014; abgerufen am 25. Mai 2025.
10. ↑  news.admin.ch: Übergabe der Beglaubigungsschreiben. Medienmitteilung vom 5. September 2019; abgerufen am 25. Mai 2025.
11. ↑  news.admin.ch: Übergabe der Beglaubigungsschreiben. Medienmitteilung vom 3. September 2024; abgerufen am 25. Mai 2025.
12. 1 2  Muristrasse 53, 53A im Berner Bauinventar. (PDF, 1,26 MB, abgerufen am 25. Mai 2025)
13. 1 2  Bernhard Furrer: Denkmalpflege in der Stadt Bern, 1993–1996. In: Berner Zeitschrift für Geschichte und Heimatkunde. Band 59, Heft 1–2 (1997). S. 178–180.

Koordinaten: 46° 56′ 30,3″ N, 7° 28′ 5,9″ O; CH1903: 602259 / 198964